# Varronia braceliniae
Varronia braceliniae är en strävbladig växtart som först beskrevs av Ivan Murray Johnston, och fick sitt nu gällande namn av A. Borhidi. Varronia braceliniae ingår i släktet Varronia och familjen strävbladiga växter. Inga underarter finns listade i Catalogue of Life.